# Canal 10 (Uruguay)
Saeta TV Canal 10 è un canale televisivo uruguaiano.

## Storia
Fondato da Raúl Fontaina (già direttore dell'emittente radiofonica uruguaiana Radio Carve) nel 1956, è stato il primo canale uruguaiano, il quarto in America Latina.

## Altre informazioni
Il nome SAETA è l'acronimo di "Sociedad Anónima Emisora de Televisión y Anexos" (in italiano, società anonima emittente di televisione e annessi).